# Eagleheart (chanson)
Albums de Stratovarius
Infinite (album de Stratovarius) Elements Part 2
Singles de Stratovarius
A Million Light Years Away
(2000) I Walk to My Own Song
(2003)
Eagleheart est le seul single extrait d'Elements Part 1, le neuvième album du groupe de power metal finlandais Stratovarius sorti en 2003.
Le single s'est classé 2e en Finlande[réf. souhaitée].

## Liste des titres
1. Eagleheart (3:50)
2. Run Away (Stratovarius) (4:54)
3. Eagleheart (Demo version) (3:30)

### Membres
- Timo Kotipelto - Chant
- Timo Tolkki - Guitare électrique
- Jari Kainulainen - Basse
- Jens Johansson - Clavier (instrument)
- Jörg Michael - Batterie (Instrument)